# Enchelycore ramosa
Enchelycore ramosa es una especie de pez de la familia de los morénidas en el orden de los Anguilliformes.

## Morfología
Los machos pueden llegar a alcanzar los 150 cm de longitud total.

## Distribución geográfica
Se encuentra desde el sureste de Australia y Nueva Zelanda hasta la Isla de Pascua.